# Esej

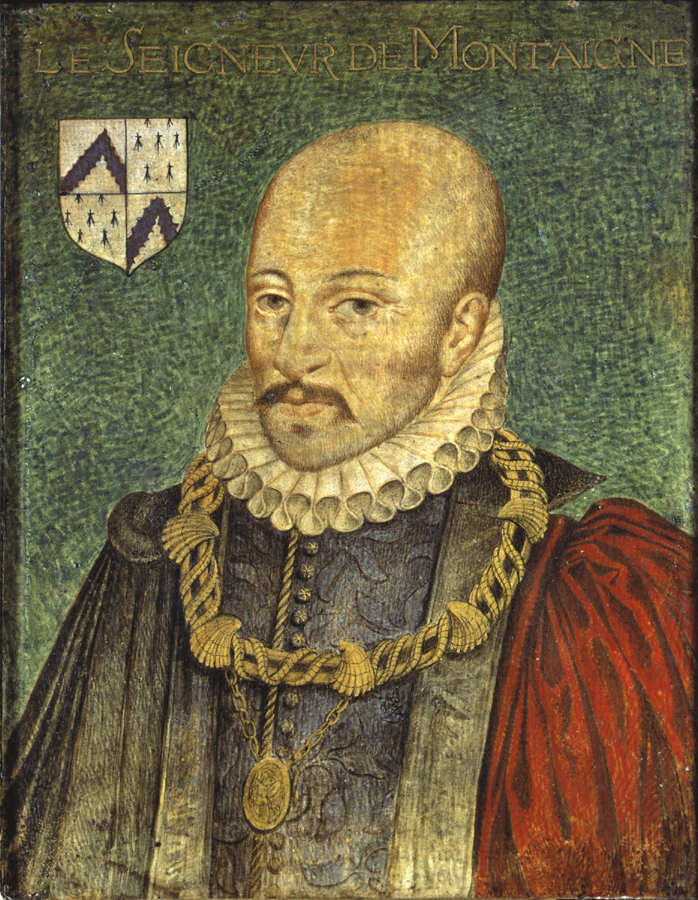
Michel de Montaigne, zakladatel eseje jako žánru

Esej (řeckého původu, latinsky exagium – vážení, francouzsky essai – pokus, zkouška; v češtině maskulinum i femininum, dříve psáno „essay“) je literární odborně publicistický žánr středního či kratšího rozsahu, úvaha na určité téma, spočívající v přemýšlení o faktech a jejich hodnocení. Autor eseje posuzuje problém v širším kontextu, komentuje současná řešení a naznačuje nová, často klade otázky a společně se čtenářem na ně hledá odpověď. Esej je tedy monolog a jakýsi dialog autora se čtenářem. Je často psána živým, obrazným jazykem. Nejběžnějšími tématy jsou: literatura, politika, věda, umění, společnost apod.

## Tři tradice eseje
Anglosaská
Esej má úvahovou podobu. Je to zamyšlení kratšího rozsahu. Vypracování eseje tohoto typu je častým úkolem na amerických středních školách.
Francouzská
Odborné pojednání delšího rozsahu.
Česká
Esej se zaobírá kulturní nebo filosofickou problematikou, případně řeší významné aktuální společenské téma.

## Autoři esejí
Termín do literatury přinesl Michel de Montaigne názvem své knihy Essays (1580). Do anglické literatury přinesl esej Francis Bacon. Dalšími světovými autory byli filosofové Immanuel Kant, Friedrich Hegel, spisovatelé George Orwell, Umberto Eco a další.
Nejznámějším českým autorem esejí je František Xaver Šalda, dále Jan Patočka, Jan Mukařovský, Václav Havel, Karel Kosík, Václav Bělohradský, Pavel Švanda a další.

## Filmová esej
U filmové eseje je problém s uchopením pojmu. Jedná se spíše o ideu, jak přistupovat k tvorbě, než o nějakou přesnou formu. Filmová esej tedy nevyžaduje nezbytná kritéria, na základě kterých by měla být jako filmová esej považována. Některé charakteristiky jsou jí však obecně vlastní. Filmová esej se snaží filmovými prostředky ztvárnit abstraktní myšlenky, často filozofického rázu. Náročné problémy se pak pokouší komplexně uchopit. Důležité je zde také pozice autora. Film je většinou kolektivním dílem, zde však musí být vše podřízeno autorovi (režisérovi) a jeho celistvé představě o výsledné podobě. Filmová esej je z tohoto pohledu autorským filmem.
Některé znaky charakteristické pro filmovou esej:
- má jednotnou perspektivu
- pokouší se o vypracování smysluplného pojednání o problému
- poskytuje silné osobní hledisko
- je dobře zpracovaná a zajímavá
- nebrání se fantazii, iracionalitě a rozporuplnosti
- používá metodu filmové montáže

Ačkoliv se ve filmové produkci jedná spíše o okrajový žánr, není problém jmenovat některé filmové eseje, které jsou obecně známé nebo jsou natočeny známým tvůrcem. Ze současných filmů jsou to například Fahrenheit 9/11 (2004) Michaela Moora nebo Socialismus (2010) Jeana-Luca Godarda. Z dřívějších esejů je možno zmínit slavný Řím (1972) Federica Felliniho nebo Muže s kinoaparátem (1929) Dzigy Vertova. Fenoménem žánru je Artavazd Pelešjan, jehož tvorba je na filmový esej cíleně zaměřená. Slavná je také trilogie filmových esejů Koyaanisqatsi (1983), Powaqqatsi(1988) a Naqoyqatsi (2002) režiséra Godfreye Reggia. Nejznámějším představitelem české filmové eseje je pravděpodobně film Moravská Hellas (1964) Karla Vachka.

## Fotografická esej
Fotografická esej se postupně stala základem moderního fotožurnalismu a je rovnocennou protiváhou literárního pojednání. Je výsledkem společného úsilí fotografa, obrazového redaktora a grafika. Obrazový redaktor se tu stal nepostradatelným. Zadával fotografovi úkol, konzultoval jej s ním a připravoval jeho koncepci. Byl to obrazový redaktor, kdo formoval hotový materiál. Výběrem snímků, jejich sestavením do myšlenkového celku, jejich rytmováním, jímž dosahoval dramatického napětí. Obrazový redaktor se stal režisérem moderního fotožurnalismu, v němž se výběr snímků a jejich skladba staly stejně důležitým faktorem jako snímky samy.